# Центрфорвард

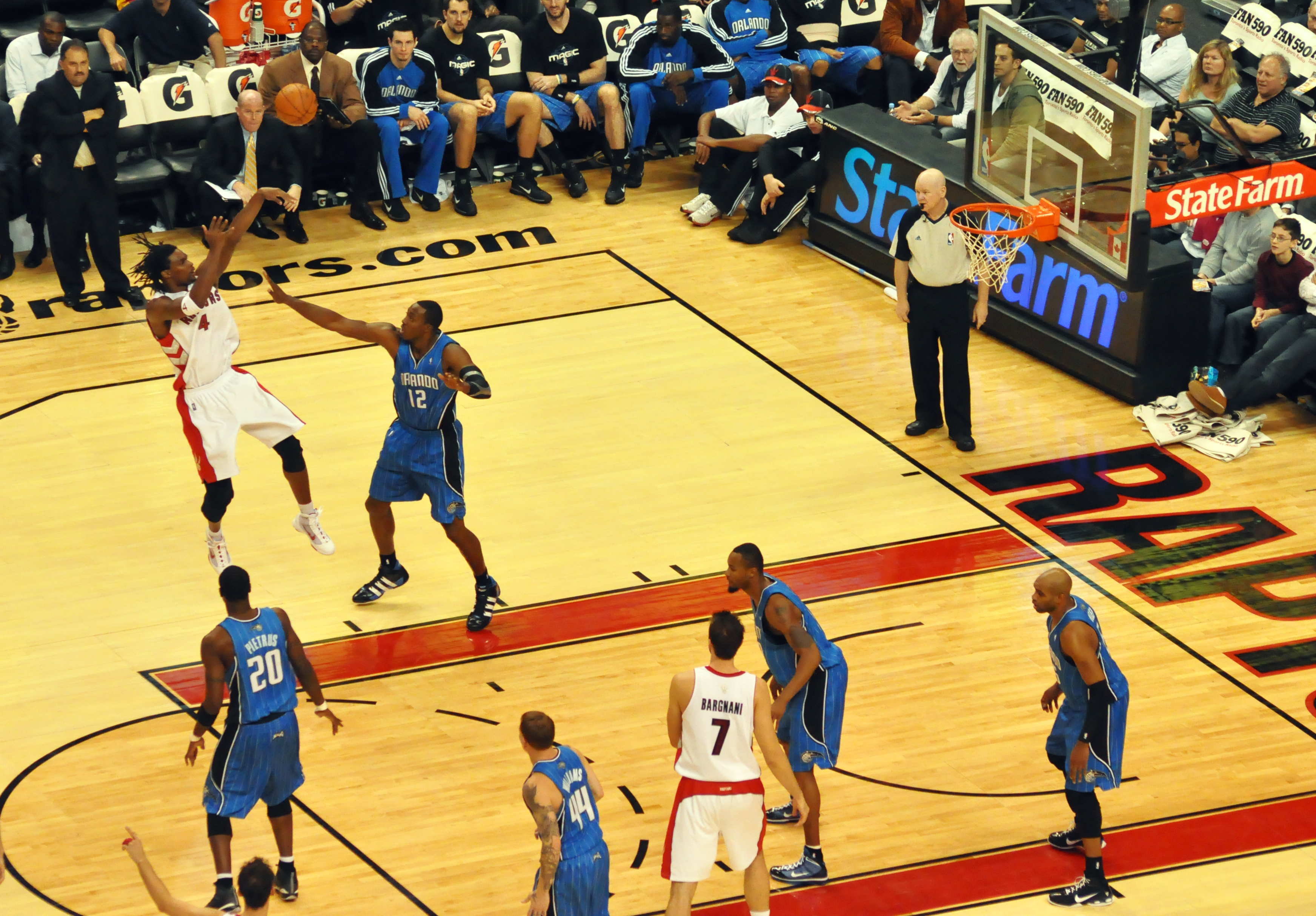
Центрфорвард Крис Бош атакует через руки Дуайта Ховарда.

Центрфорвард — позиция игрока в баскетбольной команде. Центрфорвард — это талантливый тяжёлый форвард, который может сыграть на позиции центрового. Игрок данного амплуа играет как под кольцом, борясь за подбор мяча, так и на границе трёхсекундной зоны, атакуя лицом или спиной к кольцу. Обладает большей пластикой по сравнению с типичным центровым и большим ростом, нежели у тяжёлого форварда. Помимо этого центрофорварда отличает подвижность, возможность броска со средней дистанции, уверенная игра в хай-посте (на усах). Большая скорость по сравнению с классическими центровыми, позволяет центрфорвардам поддерживать быстрый отрыв команды. В защите такие игроки крайне эффективны при преодолении заслонов и подстраховке. Обладая большей подвижностью, успевают за маленькими игроками и на равных борются с передней линией соперника за отскок.
Термин центрфорвард пришёл в баскетбол из жаргона, вследствие эволюции игры и универсализации игровых позиций в 1960-х годах. Одним из типичных игроков данного амплуа являлся Маркус Кэмби и Джермейн О’Нил . Обладая ростом 211 см, Маркус Кэмби играл на позиции центрового, но в начале своей карьеры, выполнял функции тяжёлого форварда из-за того, что в команде на позиции пятого номера играл один из лучших центровых лиги — Патрик Юинг (213 см). Юинг сам выступал в роли центрфорварда в начале своей карьеры, что позволило в полной мере раскрыть его атакующий потенциал, играя в связке с действующим центровым «Никс» Биллом Картрайтом (216 см).
Для этой позиции характерен достаточно большой диапазон антропометрии, от не высоких, по баскетбольным меркам, изначально тяжелых форвардов, но силу жесткости и мощи способных «центрить» (Хиксон, Смодиш — оба 206, Хайнс который с ростом 198 считается одним из сильнейших больших в Евролиге), до высоченного, но подвижного центра Сэмпсона (224 см).